# Violencia miliciana en Libia (2011-2014)
La violencia miliciana en Libia designa al conjunto de enfrentamientos que se dan en Libia tras la guerra de Libia de 2011, debido a la negación de los principales grupos que derrocaron a Muamar el-Gadafi de desarmarse y dar paso a un Ejército unificado.
El Gobierno de Alí Zeidan fue incapaz de hacer frente al problema de las milicias que habían luchado contra Gadafi en la guerra. Cada una de ellas tenía su propia ideología y cada grupo armado utilizó su poder para conseguir imponer sus demandas. Estaban al control de la seguridad de las ciudades, el control de las fronteras, la gestión de los centros de detención y la protección de las instalaciones estratégicas del país.
En algunas ocasiones el Gobierno tuvo incluso que pagar a las milicias para que desbloquearan ciudades y enclaves petroleros, e incluso se rumoreó la creación de una fuerza de élite para proteger al primer ministro. Todas estas medidas fracasaron y el 10 de octubre de 2013 una milicia semioficial, la Sala de Operaciones de los Revolucionarios Libios, intentó hacerse con el país y secuestró brevemente a Zeidan.
Paralelamente, en 2014, una insurrección en Cirenaica, al este del país, arrebató temporalmente el control de los puertos de petróleo al gobierno central y forzó la dimisión de Zeidan y la formación de un nuevo gobierno de transición en manos de Abdullah al-Thani. Durante este segundo periodo, los políticos islamistas del Congreso consiguieron el control de la cámara y legislaron, con el beneplácito de su presidente, Nuri Abu Sahmain, a favor de la creación de brigadas y grupos armados de ideología islamista.
Al problema de la violencia y del fracaso político, se le sumó una nueva ola de manifestaciones, muchas de ellas de carácter liberal, que querían resultados inmediatos y el fin del Congreso Nacional, para dar lugar a un nuevo Gobierno que fuera capaz de poner fin a las milicias. En este contexto se dio un segundo intento de Golpe de Estado, esta vez organizado por militares y coordinado por Khalifa Belqasim Haftar, con el objetivo de crear este nuevo ejecutivo y "devolver el país al camino de la revolución", al tiempo que se enfrentaba a las milicias islamistas, incluida la filial de Al Qaeda Ansar al Sharia.

## Antecedentes
En 2011, miles de personas se alzaron en Libia contra el gobierno autoritario de Muamar el-Gadafi. Sin embargo, las manifestaciones pacíficas fueron reprimidas, lo que desembocó en una guerra. Varias personas, entre ellas civiles y desertores del Ejército, formaron las denominadas kateebas (brigadas) para "liberar" el país.
Tras largos meses de guerra, finalmente el 20 de octubre de 2011, Muamar el Gadafi fue capturado y asesinado en su ciudad natal, Sirte.
El Consejo Nacional de Transición tomó las riendas del país e instauró un gobierno provisional con el objetivo de preparar el país para unas elecciones democráticas. Estas milicias iniciaron de forma voluntaria labores de patrullaje en las principales ciudades libias además de actuar en muchas ocasiones como jueces impartiendo justicia con sus propias manos. No obstante, la dispersión de cientos de milicias rebeldes armadas a lo largo de todo el país desembocaron problemas internos y una gran falta de autoridad, por lo que diferentes procesos para rearmarlas y reintegrarlas en un Ejército unificado y dependiente de un Ministerio se han llevado a cabo.
En marzo del 2012 las autoridades cifraron en 50.000 los civiles armados, aunque podrían ser más del doble.

### Plan de disolución de las milicias (2011)
El gobierno interino de Libia aseguró en 2011 haber comenzado a administrar las milicias irregulares rebeldes mediante su disolución o incorporación a la policía regular y las fuerzas militares.
A principios de noviembre, el consejo militar de cada ciudad eligió a sus representantes para que acudieran a Bengasi para establecer lanueva jerarquía militar y elegir a sus jefes. Así, un numeroso grupo de brigadas se incorporó definitivamente al nuevo Ejército Libio. Del mismo modo, se prohibió llevar armas en lugares públicos.
Las Fuerzas de Protección de la Revolución fueron creadas a inicios de 2012 por el Ministerio del Interior para organizar la seguridad y frenar el caos generado por las múltiples milicias armadas. El Gobierno provisional además empezó a organizar la incorporación de los milicianos a las futuras fuerzas de seguridad. Unos 1.500 voluntarios se preparan en Jordania para formar parte de la nueva policía. Mientras, las patrullas mixtas recibieron cursillos acelerados de derechos humanos.

## Principales acontecimientos

### Febrero - julio de 2012: Enfrentamientos en Kufra
Durante los meses de febrero a julio varios combatientes de la etnia africana tubu se enfrentaron con tribus árabes por el control de Kufra, obligando al ejército a intervenir en la zona. Más de 100 personas murieron en los combates.

### Marzo de 2012: Enfrentamientos en Sabha
En marzo de 2012 varios combatientes tubus se enfrentaron de nuevo contra milicianos árabes en Sabha. El ejército tomó el control de Sabha el 28 de marzo y los combates cesaron el 31. Los choques se cobraron la vida de 147 personas.

### Junio de 2012

#### Enfrentamientos en Zintan
Entre el 11 y el 18 de junio de 2012 se enfrentaron en Zintan milicianos de la tribu Guntrara y la tribu Mashashya, lo que llevó a la intervención del ejército en la zona. El conflicto se saldó con 16 muertos

#### Combates en el aeropuerto de Trípoli
El 30 de junio de 2012, milicianos de la Brigada Al-Awfea atacaron el Aeropuerto Internacional de Trípoli para exigir la liberación de su líder, detenido tras negarse a entregar 2 tanques al Ejército libio. Las fuerzas armadas recuperaron el control del aeropuerto y arrestaron a varios de los milicianos. Días más tarde se retomaron los vuelos internacionales a Trípoli.

### Septiembre de 2012: Enfrentamientos en Bengasi
El 11 de septiembre, varios salafistas asaltaron el consulado estadounidense en Bengasi, matando al embajador Christopher Stevens y a varios hombres más. El atentando se relacionó directamente con la brigada Ansar al-Sharia.
Por ello, el 21 de septiembre decenas de miles de libios se manifestaron de forma pacífica en Bengasi contra las milicias armadas. Al caer la noche,  decenas de manifestantes asaltaron el cuartel de esta brigada en Bengasi, obligándoles a abandonar sus instalaciones y forzando su disolución. Al grito de "la sangre de los mártires no ha sido derramada en vano", los manifestantes entraron en su cuartel, que fue saqueado e incendiado después.
A continuación se dirigieron al cuartel general de la brigada Raf Allah al-Sahati, grupo islamista que depende del Ministerio de Defensa, donde combatieron alrededor de dos horas. Durante los enfrentamientos, varias personas fallecieron. Finalmente, los asaltantes entaron en esa instalación militar, situada a 15 kilómetros de Bengasi en la región de Hawari, donde se apropiaron de armas, municiones y material informático.
Además, los manifestantes se hicieron con la comisaría en la que tenía su centro operativo la milicia Zalz y con el puesto de control que hombres armados de Ansar al Sharia mantenían en el Hospital Al Yalaa.
Las autoridades libias advirtieron contra el "caos" y pidieron a los manifestantes a diferenciar entre las brigadas ilegítimas y las que están bajo la autoridad del Estado. El presidente de la Asamblea Nacional, Mohamed Yousef al-Magariaf, felicitó la reacción de la población contra las "brigadas sin legitimidad", pero llamó a los manifestantes a retirarse de los lugares ocupados por brigadas del Ministerio de Defensa, citando expresamente a Raf Allah al-Sahati.

Al final del día, al menos once personas habían muerto y alrededor de 70 resultaron heridas cuando los milicianos abrieron fuego contra los asaltantes.
Paralelamente, varias personas asaltaron el cuartel de los Mártires de Abu Salim en la ciudad oriental de Derna. Salim Derby, líder de la brigada, aceptó las demandas de la población y anunció que "regresarían a sus vidas y empleos”. Finalmente, otras 5 milicias yihadistas más abandonaron la ciudad.
El 23 de septiembre, Magariaf dio un ultimátum de 48 horas a todas las milicias "ilegítimas" para que abandonaran los cuarteles, edificios estatales y propiedades del antiguo régimen y se disolvieran.

"Hemos decidido disolver todas las brigadas y grupos armados que no están bajo la autoridad del Estado y crear un centro de operaciones en Bengasi para reagrupar a las fuerzas armadas, las fuerzas del ministerio de Interior y las brigadas que dependan del ministerio de Defensa"

Asimismo, señaló que la nueva directiva también prohibía "el uso de la violencia y el porte de armas en espacios públicos".
Paralelamente, el jefe del Estado Mayor del Ejército libio, general Yusef al Menguch, precisó que quienes estuvieran dispuestos a alistarse deberán hacerlo "a título personal, y no como grupo". Además, advirtió que el Ejército estaba preparado para usar la fuerza contra quien no acatara la nueva normativa.
La medida fue efectiva, y las autoridades libias pudieron tomar el control de los centros abandonados por Ansar al-Sharia (incluido el hospital de Jalaa). Sin embargo, la milicia Raf Allah al-Sahati se negó a abandonar sus posiciones, asegurando estar legalizada por el gobierno central de Trípoli, y secuestrando a varios manifestantes.

### Abril y mayo de 2013: Cerco a los Ministerio de Exterior y de Justicia
Entre finales de abril y principios de mayo de 2013, varios milicianos cercaron con armas los Ministerios de Exterior y de Justicia en Trípoli, para exigir la aprobación de una ley que marginara de cualquier actividad política a las personas que tuvieran algún cargo público durante el régimen de Gadafi. El Congreso accedió a aprobar la llamada Ley de Aislamiento Político y el 11 de mayo se levantó el bloqueo.

### Junio de 2013: Enfrentamientos en Bengasi
En 2013 la situación no había mejorado y las milicias seguían siendo el principal problema para la normalización de la situación en Libia. La opinión de la mayor parte de la sociedad era que estas milicias islámicas estaban en contra de la democracia y que eran apoyadas por países islamistas como Catar, provocándose altercados en Bengasi en los cuales se quemaban banderas cataríes y al menos una estatua del emir del país. A pesar de que las milicias eran un problema nacional, el Congreso General se enfrentaba a muchas dificultades políticas, y las nuevas fuerzas castrenses aún no eran capaces de proteger los aeropuertos y las fronteras del país. Por ello las milicias seguían ejerciendo su influencia militar y política, lo que llegó a levantar incluso rumores (desmentidos por el Gobierno) sobre la creación de una fuerza de élite para proteger al presidente Alí Zeidan.
Esta tensión se materializó en junio, cuando cientos de manifestantes anti-milicias se congregaron en Bengasi para intentar desalojar la sede de la Brigada de Escudo de Libia y que en su lugar el Ejército nacional tomara el cuartel. La milicia, lejos de abandonar su posición, permaneció atrincherada y abrió fuego contra los civiles dejando 31 muertos.
Ante esta situación el jefe del estado mayor dimitió y fue sustituido por Salem al-Gnaidy, que llamó a las milicias a dejar las armas y unirse al Ejército nacional, al tiempo que avisó que la paciencia de las fuerzas de seguridad se estaba agotando. Más tarde, la Policía Nacional llevó a cabo una redada y tomó el poder del cuartel, donde encontraron una potente bomba y varias celdas vacías.
El 15 de junio varios manifestantes salieron a las calles, pero en esta ocasión no protestaron frente al cuartel de ninguna milicia sino ante uno del propio ejército. Aunque originalmente se pensó que la manifestación era una queja por la inactividad del Ejército frente a las milicias, algunos de los manifestantes eran violentos y dispararon y lanzaron una granada al edificio, provocando la muerte de varios soldados. El Ejército tuvo que retirarse del edificio, mientras que la clase política se movilizó para frenar el "baño de sangre".

### Octubre de 2013: Intento de golpe de Estado
El 10 de octubre de 2013, el primer ministro libio Alí Zeidan fue secuestrado y brevemente retenido por miembros del grupo Sala de Operaciones de los Revolucionarios Libios, bajo instrucciones del Servicio de Investigación Criminal, en su residencia del Hotel Corintia (de Trípoli).
Ambos grupos, que estaban indirectamente relacionados con los Ministerios de Interior y de Defensa, aseguraron que la operación era una respuesta a la captura por parte de SEALs estadounidenses de Abu Anas al Libi en Trípoli, un terrorista de Al Qaeda próximo a Osama Bin Laden, lo cual vieron como una violación de su soberanía. Sin embargo, para Zeidan se trató de un «intento de Golpe de Estado» y dijo que el responsable de la compleja operación, que había movilizado a cientos de efectivos, sólo podía ser una fuerza política.
Tras una investigación, Zeidan anunció que los planificadores de la operación fueron dos congresistas de Zauiya independientes y de ideología islamista: Mustafa Treiki y  Mohamed  Al-Kilani. La inmunidad parlamentaria, así como la falta de autoridad y rivalidad dentro del Congreso, permitió que ambos permanecieran impunes.

### Noviembre de 2013: Manifestaciones en Trípoli
El 15 de noviembre de 2013, miles de libios marcharon hacia la base de la milicia de Misrata en el distrito Gharghur para exigir que se unieron al Ejército o se disolvieran, pero fueron disparados por el grupo armado. Murieron 31 civiles y 235 resultaron heridos.

### Marzo de 2014: Incidente del MV Morning Glory
El incidente del MV Morning Glory ocurrió en Libia en marzo de 2014, cuando el barco MV Morning Glory, con bandera norcoreana, intentó extraer de manera clandestina petróleo del puerto del Golfo de Sidra, que estaba en manos de los rebeldes de Ibrahim Jadran. La operación fue descubierta por las autoridades libias y el barco fue interceptado con la ayuda de los Estados Unidos, pero desembocó en una crisis política que hizo caer al primer ministro Alí Zeidan, el cual fue sustituido de manera interina por Abdullah al-Thani.
Para julio de 2014 al-Thani logró negociar con los rebeldes cirenaicos, que entregaron el control de los puertos de Ras Lanuf y Sidra, poniendo así fin a las crisis petrolera de Libia.

### Conflicto en Libia de 2014
El Conflicto en Libia (2014) se enmarca dentro de la violencia ocurrida en Libia entre las milicias que derrocaron y ejecutaron al dictador Muamar Gadafi en la guerra de Libia de 2011 y que desde entonces se enfrentan por el control del país. Los combates, los de mayor intensidad registrados desde su muerte, comenzaron cuando el general libio Jalifa Haftar lanzó la llamada "Operación Dignidad" contra los grupos yihadistas de Bengasi y el este del país, entre ellos Ansar al-Sharia, próximo a Al Qaeda.
Paralelamente las milicias islamistas de Misrata, agrupadas en la coalición Amanecer Libio, atacaron a las brigadas de Zintan, de ideología más liberal y ligeramente alineadas con Haftar, para arrebatarlas el control de Trípoli, en un conflicto que tomó además matices regionales, económicos y sociales entre las dos ciudades.
En medio de los combates se celebraron unas elecciones para el parlamento libio (junio de 2014), la Cámara de Representantes de Libia, cuyos miembros electos se posicionaron a favor de la Operación Dignidad y las brigadas de Zintan. Sin embargo, los diputados del anterior mandato (elegido en 2012), que eran en su mayoría de ideología islamista, se negaron a ceder sus cargos y se autoproclamaron como el gobierno legítimo, el Congreso General Nacional, al tiempo que se posicionaron a favor de las milicias islamistas de Misrata y Bengasi.
El conflicto alcanzó dimensiones internacionales cuando los Emiratos Árabes Unidos decidieron bombardear, con el beneplácito de Egipto, las posiciones islamistas de Trípoli, mientras que Catar eligió armar y financiar a dichos grupos.